# Manso Indijanci
Manso (Maise, Mansa, Manse, Manxo) /Sp, 'mild'/, pleme američkih Indijanaca porodice Tanoan čiji se prvi poznati dom izvorno nalazio na donjoj Rio Grande u području Las Cruces, u Novom Meksiku, a od 1659., kod El Pasa u Teksasu gdje ih je preselio franjevac García de San Francisco, i ovdje za njih osnovao misiju Nuestra Señora de Guadalupe de los Mansos. Manso Indijanci po kulturi su nalikovali drugim pueblo Indijancima, ali su bili znatno ratoborniji od njih. Dolaskom u Teksas njihov način života će se izmijeniti. U 17. stoljeću pod utjecajem su Apača, i mnogi će među njima izgubiti identitet. Godine 1883. još ih je nešto preostalo kod El Pasa, a danas imaju potomaka među Tiguex ili Tiwa i Piro Indijancima i u suvremenom plemenu Piro-Manso-Tiwa Tribe, u Pueblo of San Juan de Guadalupe, Las Cruces, Novi Meksiko.

## Vanjske poveznice
- Manso